# موز أخضر
موز أخضر (الاسم العلمي:Musa viridis) هو نوع من النباتات يتبع جنس الموز من فصيلة الموزية.